# Школа Мосту
Школа Мосту в місцевості Станге у фюльке Іннландет Норвегія. Сьогодні ця школа використовується як актовий зал. Школа була оформлена за часів директора Томаса Бйорґе. Томас Бйорґе була другом Інґеборґ Рефлінг Хаґен. Разом з Інґеборґ Рефлінг Хаґен Томас Бйорґе збирав кошти на оздоблення школи, протягом багатьох років під час особливого святкування 17 червня дня відомого норвезького письменника Генріка Верґелана.
Художники, які займалися оформленням шкільної кімнати, — це Пер Тейген, який намалював велику картину в одній із класних кімнат, і Біргіт Абрагамсен, яка прикрасила стіни. З боку входу до бібліотеки в залі Олав Бйорґум намалював фриз із мотивами циклу віршів Інґеборґ Рефлінг Гаґен про Еллісів та Гаральда Суворого. 